# Elisabeta (Schiff, 1887)
Die Elisabeta war ein kleiner Geschützter Kreuzer, den Armstrong, Mitchell & Co. 1887/1888 für Rumänien baute. Sie diente hauptsächlich als Ausbildungsschiff. 1895 vertrat sie Rumänien bei der Eröffnung des Nord-Ostsee-Kanals. Militärisch spielte sie keine bedeutende Rolle. Im Juli 1905 nahm sie die Kapitulation des meuternden russischen Linienschiffes Potjomkin im Schwarzmeerhafen Constanța entgegen.

Bei Eintritt Rumäniens in den Ersten Weltkrieg wurde sie desarmiert und stillgelegt. Bis zum Abbruch 1926 wurde sie als Wohnschiff genutzt.

## Baugeschichte
1887 bestellte Rumänien bei Armstrong, Mitchell & Co. einen Kreuzer von 1300 t, der am 17. Mai 1887 unter der Baunummer 517 auf der Werft in Elswick begonnen wurde. Er erhielt beim Stapellauf am 29. Dezember 1887 den Namen Elisabeta nach der rumänischen Königin Elisabeth zu Wied.
Die Elisabeta war ein Einzelschiff, auch wenn sie in der Rumpfgröße den für Japan, China, Österreich-Ungarn und Spanien seit 1880 gebauten Schiffen ähnlich war. Das Stahlschiff war 73,15 m lang und 10 m breit und verdrängte schließlich 1325 tn.l. Angetrieben wurde die Elisabeta von zwei Dreifach-Expansionsmaschinen, die Hawthorn Leslie geliefert hatte und die mit vier Zylinderkesseln bis zu 4.714 PSi bei künstlichem Zug produzierten. Damit konnten bei den Abnahmeprüfungen 18,3 kn erzielt werden.
Der Kreuzer hatte einen normalen Kohlenvorrat von 250 tn.l., maximal konnten 322 tn.l. mitgeführt werden. Auffällig bei der Ablieferung war, dass der Kreuzer über eine Bark-Takelung verfügte, die nicht nur als Notbeseglung dienen sollte.

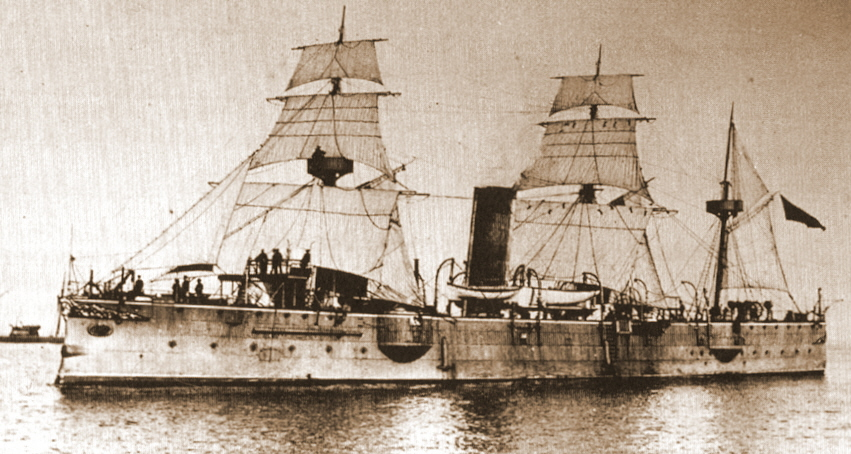
Die Elisabeta unter Segeln

Die Hauptbewaffnung der Elisabeta bestand aus vier einzelnen 15-cm-L/35-Krupp-Kanonen, die an den Seiten auf halbrunde Ausbuchtungen gestellt waren, aber nur seitliches Feuern ermöglichten. Diese Waffen wurden erst nach dem Eintreffen in Rumänien installiert.
Als Bug- und Heckgeschütze wurden je zwei 57-mm-Nordenfelt-Kanonen eingebaut. Dazu waren noch zwei 37-mm-Hotchkiss-Kanonen und vier 356-mm-Überwasser-Torpedorohre (Bug, Heck, breitseits) vorhanden.
Panzerschutz gab ein Panzerdeck von 25 bis 37 mm Stärke, das in den Abschrägungen bis zu 88 mm stark war. Dazu verfügte das Schiff über einen Kommandostand der eine Panzerstärke von 76 mm hatte.
Die Elisabeta wurde während ihrer Dienstzeit mehrfach modernisiert. Schon vor der Jahrhundertwende wurden die Rahen entfernt, 1904 erfolgte der Einbau zweier Pfahlmasten, eine Fortbewegung unter Segeln war nicht mehr vorgesehen.
1904 bis 1907 erfolgte schrittweise in Galatz eine Umbewaffnung auf Schnellfeuergeschütze französischer Herkunft. Erst wurden die alten Krupp-Kanonen an den Seiten durch vier 120-mm-Schnellfeuergeschütze, dann die veralteten Bug- und Heckgeschütze durch vier moderne 75-mm-Geschütze vorn und hinten ersetzt. Die alten Hotchkiss-Kanonen kamen auch von Bord und als Ersatz erhielt die Elisabeta moderne Maschinengewehre.

## Einsatzgeschichte
Am 19. September 1888 endeten die Abnahmefahrten der Elisabeta und Ende Oktober begann die Ausreise des Kreuzers nach Rumänien, wo das Schiff nach drei Wochen eintraf und im Marinearsenal von Galatz seine Hauptbewaffnung erhielt. Am 15. Mai 1889 begann der Kreuzer seine erste zweimonatige Ausbildungsreise mit 143 Mann Besatzung, einem Dutzend zivilen Ausbildern und 23 Kadetten. Die Elisabeta besuchte Sulina und Constanza, Varna, Konstantinopel und Odessa. Daran schloss sich eine weitere Reise auf die andere Seite des Schwarzen Meeres an und 1890 machte der Kreuzer ähnliche Ausbildungsfahrten. Anfang 1891 begann die Elisabeta eine fünfmonatige Fahrt ins Mittelmeer, auf der sie zuerst Konstantinopel, dann Smyrna und Piräus besuchte, wo sie durch den griechischen König Georg I. besichtigt wurde. Zu den weiteren besuchten Häfen gehörten Villefranche, Antibes und Toulon in Frankreich, La Spezia, Livorno und Palermo in Italien, Cádiz in Spanien sowie die britischen Häfen Malta und Gibraltar. 1892 vertrat sie zusammen mit der Mircea Rumänien auf den Columbus-Feiern zum 400. Jahrestag der Entdeckung Amerikas in Livorno, Barcelona und Lissabon. 1894 wurde neben einer kürzeren Kreuzfahrt im Schwarzen Meer erneut eine längere Kreuzfahrt im Mittelmeer durchgeführt. 1895 fuhr die Elisabeta erneut mit der Mircea nach Kiel, um an der Eröffnungsfeier des Nord-Ostsee-Kanals teilzunehmen und besuchte anschließend noch Stockholm, wo sie vom schwedischen König Oskar II. besichtigt wurde.
1898 begann die Elisabeta eine sorgfältige Vermessung der rumänischen Küste.
Nach einer Grundüberholung und der Reduzierung des Riggs auf zwei Pfahlmasten stellte man die Elisabeta am 15. Mai 1905 wieder in Dienst. Als sie im Hafen Constanța lag, lief dort aus Odessa kommend am 2. Juli 1905 das russische Linienschiff Potjomkin ein.

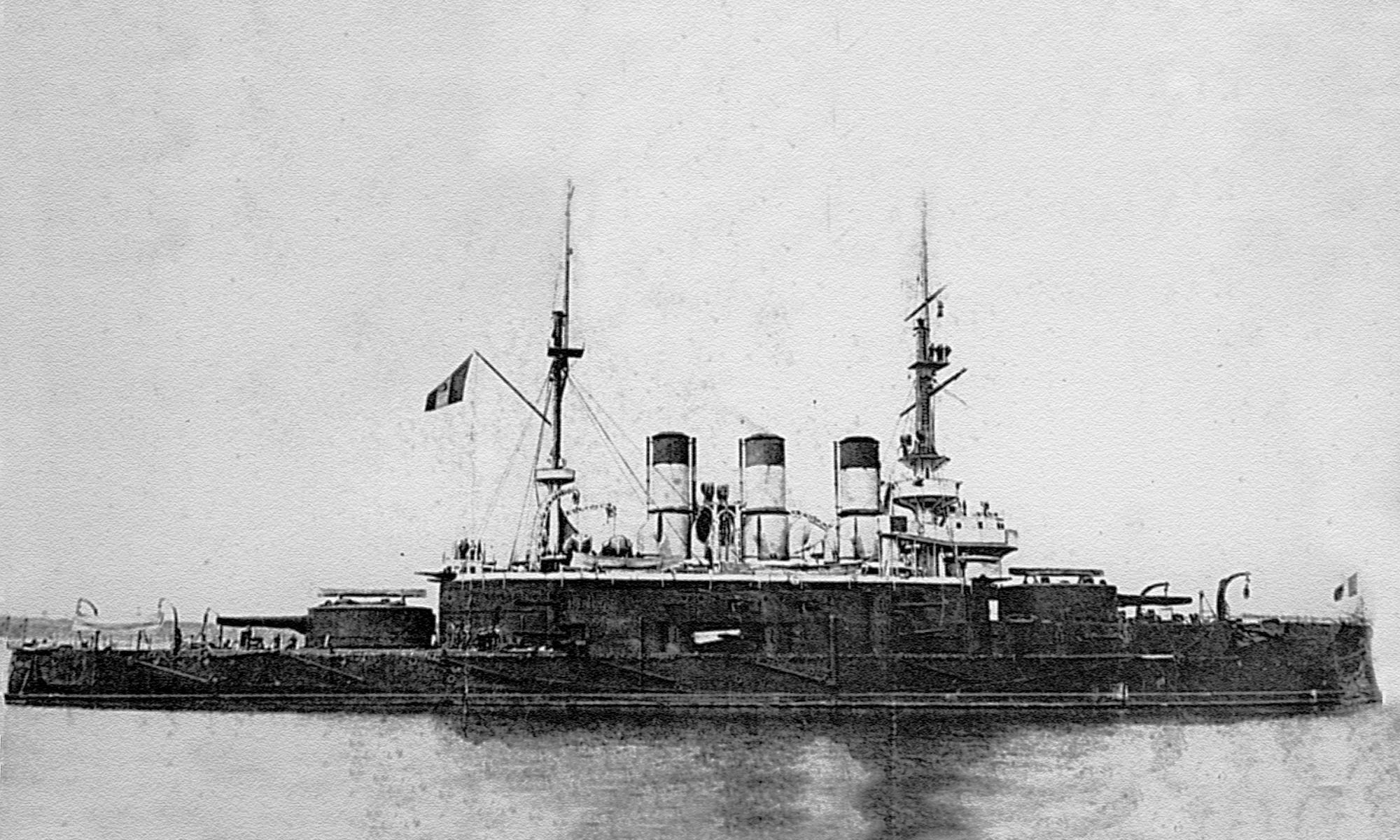
Die Potjomkin 1905 in Constanța

Nach dem Beginn der Russischen Revolution von 1905 hatte die Mannschaft des Linienschiffes am 14. Junijul. / 27. Juni 1905greg. vor der Insel Tendra und dann im Hafen von Sewastopol gegen die kaiserlichen Offiziere an Bord, besonders gegen den von den Matrosen „der Drache“ genannten Kommandanten Golikow gemeutert. Mit weiteren meuternden Schiffen war die Potjomkin dann nach Odessa gegangen. Beim Einlaufen in Constanța forderte die Potjomkin Kohlen und Vorräte, die von den Rumänen standhaft verweigert wurden, obwohl sie im Falle eines Kampfes dem bei weitem stärksten Schiff im Schwarzen Meer erheblich unterlegen gewesen wären. Die Meuterer verließen darauf den rumänischen Hafen wieder und liefen Feodossija auf der Krim an. Dort erhielten sie zwar Lebensmittel, jedoch keine Kohlen und Wasser. Der Versuch dieses mit einem Landungstrupp zu beschaffen, scheiterte blutig. Das Linienschiff kehrte nach Constanța zurück und ergab sich, nach fast völliger Erschöpfung des Kohlenvorrats am 25. Junijul. / 8. Juli 1905greg. den rumänischen Behörden und die Meuterer wurden interniert. Formal wurde das russische Linienschiff dem Kommandanten der Elisabeta übergeben. Die Meuterer, denen Schutz und Aufenthaltsrecht in Rumänien zugesagt worden war, hatten allerdings heimlich die Seeventile geöffnet, so dass das Linienschiff am Abend auf Grund lag. Rumänien gab es später an Russland zurück.
1906 nahm die Elisabeta mit den Torpedobooten Sborul und Naluca an der Eröffnung des bulgarischen Marinehafens in Varna teil. Am 17. Juni 1906 erhielt die jetzt mit einem Clayton-Funktelegraphen ausgestattete Elisabeta erstmals einen Funkspruch von der Königlich Rumänischen Marinestation in Constanța, die allerdings selbst noch keine Funksprüche empfangen konnte. Im gleichen Jahr war das Schiff noch an Übungen beteiligt, die einen amphibischen Einsatz eines rumänischen Infanterie-Bataillons trainierten. 1906 und 1907 erfolgte dann der Austausch der veralteten Krupp- und Nordenfeldt-Kanonen gegen französische 120-mm- und 75-mm-Geschütze von Saint-Chamond. Am 25. Juni 1908 war die Elisabeta bei der Eröffnung der rumänischen Marineschule in Constanța beteiligt, für die sie weiterhin zum Einsatz kommen sollte.
Während des Ersten Balkankriegs, in dem Rumänien neutral blieb, war die modernisierte und umbewaffnete Elisabeta 1912 in Konstantinopel stationiert und landete mehrfach Seeleute zum Schutz der rumänischen Vertretung in der osmanischen Hauptstadt. Nach der Beendigung des Krieges kehrte sie am 15. Juni 1913, einen Tag vor dem erneuten Kriegsausbruch, nach Rumänien zurück. Sie wurde in Sulina stationiert, um die Donaumündung zu schützen.
Als Rumänien in den Ersten Weltkrieg eintrat, wurde sie entwaffnet und ihre Kanonen an der Donau zur Abwehr österreich-ungarischer Flussmonitore aufgestellt.
Der alte Kreuzer verblieb in Sulina als nur noch mit Maschinengewehren bewaffnetes Wachschiff und wurde nach dem Krieg noch in Galatz und dann wieder in Sulina als Wohnschiff eingesetzt, bevor er 1926 zum Abbruch verkauft wurde.